# Daniel Bonilla
Daniel Bonilla Quirós (18 oktober 1993) is een Costa Ricaans wielrenner.

## Carrière
In december 2014 wist Bonilla vierde te worden in de derde etappe van de Ronde van Costa Rica. Mede door deze klassering wist hij na elf etappes op de veertiende plaats in het algemeen klassement te eindigen. Eerder dat jaar werd hij twintigste op het door Joseph Chavarría gewonnen nationale wegkampioenschap voor beloften.
In juni 2015 werd Bonilla negende in de strijd om de nationale wegtitel bij de eliterenners. Hij eindigde in een achtervolgende groep die 35 seconden na winnaar Bryan en nummer twee Rodolfo Villalobos over de finish kwam. In oktober nam Bonilla deel aan de Ronde van Guatemala, waarin hij de openingstijdrit beëindigde op plek 28. In de tweede etappe kwam hij dicht bij een overwinning, maar moest hij enkel Alder Torres dertien seconden voor laten gaan. Bonilla eindigde als elfde in het algemeen klassement en met een achterstand van bijna tienenhalve minuut op Jonathan De León als tweede in het jongerenklassement. Het bergklassement schreef hij, met een voorsprong van acht punten op Nervin Jiatz, wel op zijn naam. In december nam Bonilla wederom deel aan de Ronde van Costa Rica. Ditmaal wist hij in vier etappes bij de beste tien renners te eindigen (met een tweede plaats in de derde etappe als beste klassering), wat hem de achtste plaats in het eindklassement opleverde. De strijd om het jongerenklassement wist hij te winnen door de nummer twee, Yonder Godoy, bijna zes minuten voor te blijven.
In december 2016 werd Bonilla tweede in de Grote Prijs van San José, een Costa Ricaanse eendagswedstrijd. Hier moest hij het na 94 kilometer koers in een sprint met drie afleggen tegen de Chileen Pablo Alarcón. Román Villalobos werd derde.
Bonilla won in 2019 de Ronde van Costa Rica voor Efrén Santos en Luis López.

## Overwinningen
2015
Bergklassement Ronde van Guatemala
Jongerenklassement Ronde van Costa Rica
2018
5e etappe Ronde van Costa Rica
2019
Eindklassement Ronde van Costa Rica